# Mistrzostwa Polski w Skokach Narciarskich 2018
92. Mistrzostwa Polski w Skokach Narciarskich – zawody mające na celu wyłonienie najlepszych skoczków narciarskich w Polsce, które dla mężczyzn odbyły się 26 grudnia 2017 roku na skoczni im. Adama Małysza w Wiśle, natomiast zawody indywidualne kobiet zaplanowane początkowo na 25 lutego 2018 w Zakopanem, ostatecznie odbyły się 3 marca 2018 na skoczni średniej kompleksu Skalite w Szczyrku. 
W związku ze zbyt małą liczbą zawodników zgłoszonych do konkursu mężczyzn (35 skoczków) zrezygnowano z przeprowadzenia kwalifikacji, które zastąpiono serią próbną. W konkursie nie wystartowało pięciu zawodników udających się na zawody Pucharu Kontynentalnego w Engelbergu: Przemysław Kantyka, Klemens Murańka, Tomasz Pilch, Paweł Wąsek i Aleksander Zniszczoł
Broniący tytułu Piotr Żyła zdobył srebrny medal, natomiast mistrzem Polski po raz pierwszy w karierze został Stefan Hula. Podium uzupełnił Kamil Stoch, który po pierwszej serii prowadził ex aequo z Hulą.
W konkursie kobiet wystartowało 12 zawodniczek. Zwyciężyła Anna Twardosz, a kolejne miejsca na podium zajęły Magdalena Pałasz i Kinga Rajda.

## Skocznie
| Zdjęcie | Nazwa skoczni     | Miejscowość | K    | HS    | Rekord skoczni | Rekord skoczni | Rekord skoczni | Źr.   |
| Zdjęcie | Nazwa skoczni     | Miejscowość | K    | HS    | Odległość      | Rekordzista    | Data           | Źr.   |
| ------- | ----------------- | ----------- | ---- | ----- | -------------- | -------------- | -------------- | ----- |
|         | im. Adama Małysza | Wisła       | K120 | HS134 | 139,0 m        | Stefan Kraft   | 08.01.2013     | [ 8 ] |
|         | Skalite           | Szczyrk     | K70  | HS77  | 75,5 m         | Kinga Rajda    | 13.03.2016     | [ 9 ] |

## Jury
Źródło:
| Sędzia                | Mężczyźni | Kobiety |
| --------------------- | --------- | ------- |
| Kazimierz Długopolski | –         | C       |
| Piotr Kruczek         | –         | D       |
| Artur Pawłowski       | –         | E       |
| Jerzy Pilch           | D         | –       |
| Marek Pilch           | B         | –       |
| Jarosław Poloczek     | C         | –       |
| Edward Przybyła       | E         | A       |
| Marek Siderek         | A         | –       |
| Bronisław Szalbót     | –         | B       |

## Program zawodów

### Mężczyźni
Źródło:
| Dzień      | Konkurencja          | Początek (CET) | Liczba uczestników |
| ---------- | -------------------- | -------------- | ------------------ |
| 26 grudnia | Oficjalny trening    | 11:45          | —                  |
| 26 grudnia | Seria próbna         | 12:45          | —                  |
| 26 grudnia | Konkurs indywidualny | 14:00          | 31                 |

### Kobiety
Źródło:
| Dzień   | Konkurencja          | Liczba uczestniczek |
| ------- | -------------------- | ------------------- |
| 3 marca | Konkurs indywidualny | 12                  |

## Wyniki

### Konkurs indywidualny mężczyzn (26.12.2017)
| M    | Zawodnik              | Seria 1 | Seria 1 | Seria 2 | Seria 2 | Wynik punktowy |
| M    | Zawodnik              | Skok    | Nota    | Skok    | Nota    | Wynik punktowy |
| ---- | --------------------- | ------- | ------- | ------- | ------- | -------------- |
| 1.   | Stefan Hula           | 123,5 m | 121,8   | 126,0 m | 132,5   | 254,3          |
| 2.   | Piotr Żyła            | 119,0 m | 111,7   | 120,0 m | 120,2   | 231,9          |
| 3.   | Kamil Stoch           | 126,0 m | 121,8   | 111,5 m | 103,4   | 226,2          |
| 4.   | Dawid Kubacki         | 108,0 m | 89,4    | 124,0 m | 129,9   | 219,3          |
| 5.   | Maciej Kot            | 115,5 m | 104,4   | 111,0 m | 102,0   | 206,4          |
| 6.   | Jakub Wolny           | 107,0 m | 86,6    | 115,0 m | 111,2   | 197,8          |
| 7.   | Stanisław Biela       | 106,5 m | 85,7    | 116,0 m | 112,0   | 197,7          |
| 8.   | Andrzej Stękała       | 99,0 m  | 70,7    | 120,0 m | 114,0   | 184,7          |
| 9.   | Karol Niemczyk        | 105,5 m | 79,9    | 113,0 m | 92,9    | 172,8          |
| 10.  | Krzysztof Biegun      | 93,0 m  | 58,4    | 117,0 m | 106,1   | 164,5          |
| 11.  | Krzysztof Miętus      | 96,0 m  | 63,8    | 112,0 m | 94,1    | 157,9          |
| 12.  | Damian Skupień        | 85,0 m  | 41,0    | 123,0 m | 114,9   | 155,9          |
| 13.  | Kacper Juroszek       | 95,0 m  | 60,0    | 111,5 m | 92,2    | 152,2          |
| 14.  | Damián Lasota         | 92,0 m  | 57,6    | 107,0 m | 87,1    | 144,7          |
| 15.  | Krzysztof Leja        | 115,5 m | 104,4   | 80,0 m  | 38,2    | 142,6          |
| 16.  | Łukasz Bukowski       | 100,5 m | 71,9    | 98,0 m  | 66,9    | 138,8          |
| 17.  | Mateusz Gruszka       | 97,0 m  | 65,6    | 99,0 m  | 70,2    | 135,8          |
| 18.  | Bartosz Czyż          | 97,0 m  | 66,6    | 97,5 m  | 68,5    | 135,1          |
| 19.  | Dawid Jarząbek        | 87,0 m  | 47,6    | 101,5 m | 75,2    | 122,8          |
| 20.  | Artur Kukuła          | 87,5 m  | 47,5    | 100,0 m | 72,0    | 119,5          |
| 21.  | Kacper Stosel         | 88,0 m  | 49,4    | 85,5 m  | 44,9    | 94,3           |
| 22.  | Szymon Pawłowski      | 80,0 m  | 33,0    | 93,0 m  | 59,4    | 92,4           |
| 23.  | Łukasz Rutkowski      | 85,5 m  | 43,4    | 86,5 m  | 47,2    | 90,6           |
| 24.  | Mateusz Rajda         | 82,5 m  | 38,0    | 86,5 m  | 45,7    | 83,7           |
| 25.  | Szymon Jojko          | 81,0 m  | 36,3    | 84,5 m  | 44,1    | 80,4           |
| 26.  | Jakub Chowaniec       | 66,0 m  | 7,8     | 96,0 m  | 65,3    | 73,1           |
| 27.  | Wiktor Pękala         | 82,5 m  | 13,7    | 76,0 m  | 47,6    | 61,3           |
| 27.  | Krzysztof Kieta       | 71,5 m  | 39,0    | 87,0 m  | 22,3    | 61,3           |
| 29.  | Arkadiusz Jojko       | 74,0 m  | 22,2    | 65,0 m  | 1,0     | 23,2           |
| 30.  | Wiktor Fickowski      | 65,5 m  | 5,9     | 68,5 m  | 11,3    | 17,2           |
| 31.  | Łukasz Stawowy        | 61,0 m  | -6,2    | nq      | nq      | -6,2           |
| 32 ! | Wiktor Węgrzynkiewicz | DSQ     | DSQ     | DSQ     | DSQ     |                |
| 33 ! | Marcin Małyjurek      | DNS     | DNS     | DNS     | DNS     |                |
| 33 ! | Jan Ziobro            | DNS     | DNS     | DNS     | DNS     |                |
| 33 ! | Wojciech Marusarz     | DNS     | DNS     | DNS     | DNS     |                |

### Konkurs indywidualny kobiet (03.03.2018)
| M   | Zawodniczka       | Seria 1 | Seria 1 | Seria 2 | Seria 2 | Wynik punktowy |
| M   | Zawodniczka       | Skok    | Nota    | Skok    | Nota    | Wynik punktowy |
| --- | ----------------- | ------- | ------- | ------- | ------- | -------------- |
| 1.  | Anna Twardosz     | 68,0 m  | 106,6   | 69,0 m  | 110,3   | 216,9          |
| 2.  | Magdalena Pałasz  | 64,5 m  | 97,9    | 69,0 m  | 109,3   | 207,2          |
| 3.  | Kinga Rajda       | 69,0 m  | 108,8   | 64,0 m  | 97,3    | 206,1          |
| 4.  | Joanna Szwab      | 67,5 m  | 103,5   | 62,5 m  | 91,5    | 195,0          |
| 5.  | Kamila Karpiel    | 65,0 m  | 97,5    | 64,0 m  | 95,3    | 192,8          |
| 6.  | Joanna Kil        | 63,5 m  | 95,7    | 60,5 m  | 88,6    | 184,3          |
| 7.  | Sabina Król       | 48,0 m  | 54,6    | 46,0 m  | 50,7    | 105,3          |
| 8.  | Róża Pawlikowska  | 48,0 m  | 54,6    | 46,5 m  | 50,3    | 104,9          |
| 9.  | Nicole Konderla   | 46,5 m  | 50,3    | 46,0 m  | 50,2    | 100,5          |
| 10. | Nikola Pietraszko | 41,0 m  | 37,7    | 40,5 m  | 35,6    | 73,3           |
| 11. | Natalia Kobiela   | 38,5 m  | 30,7    | 40,0 m  | 34,5    | 65,2           |
| 12. | Anna Żądło        | 37,0 m  | 27,9    | 38,5 m  | 31,2    | 59,1           |